# Isla Namyit
La isla Namyit o isla Nam Yet (tagalo: Binago; chino simplificado: 鸿 庥 岛; chino tradicional: 岛 庥 鸿; pinyin: Dao Hongxiu; vietnamita: Đảo Nam Yết) es una de las islas Spratly en el mar de China Meridional. Con una superficie de 5,3 hectáreas, es la duodécima mayor de las islas Spratly y la quinta más grande entre las islas del archipiélago ocupadas por los vietnamitas. Está cubierta de árboles pequeños, arbustos y césped, tiene un arrecife costero y está habitada por aves marinas. Esta isla, ocupada por Vietnam desde 1975, es también reclamada por China, Taiwán y Filipinas. Es parte de los Bancos Tizard.